# Montereau
Montereau es una comuna en el departamento francés de Loiret, en la región de Centro. No debe confundirse esta pequeña comuna con la villa de Montereau-Fault-Yonne (Sena y Marne), a menudo llamada solamente «Montereau».

## Demografía
| 569 | 495 | 449 | 454 | 503 | 546 |
| Para los censos de 1962 a 1999 la población legal corresponde a la población sin duplicidades (Fuente: INSEE [Consultar]) |     |     |     |     |     |

## Hermanamientos
- Otley  Reino Unido[5]